# Härjamaa
Härjamaa est une île d'Estonie.